# Hovfjället
Hovfjället is een wintersportgebied in het midden van Zweden, gelegen in het zuidelijkste laaggebergte van het land in het landschap Värmland. Het gebied valt onder het gehucht Överbyn, hemelsbreed ongeveer 17 kilometer ten noorden van Torsby. Het gebied telt 6 liften, 15 afdalingen en een valhoogte van 156 meter. Het gebied werd geopend in 1963 voor alpineskiën en langlaufen.
Opvallend aan het skigebied is dat het centrale punt zich boven op de berg bevindt, hier moet de auto ook geparkeerd worden. Door de behoorlijke hoogte van 550 meter is het gebied sneeuwrijk in vergelijking met omringende plaatsen. 